# Malarstwo Pahari

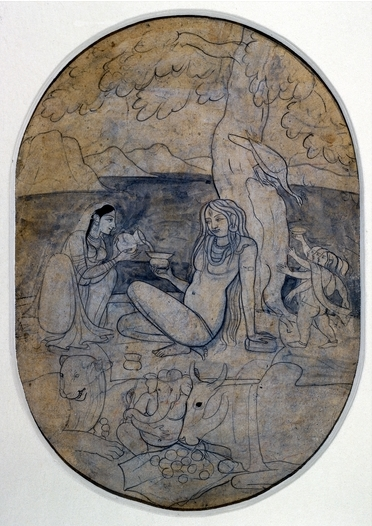
Śiwa, Parwati i ich dzieci na górze Kailaś, styl Kangra

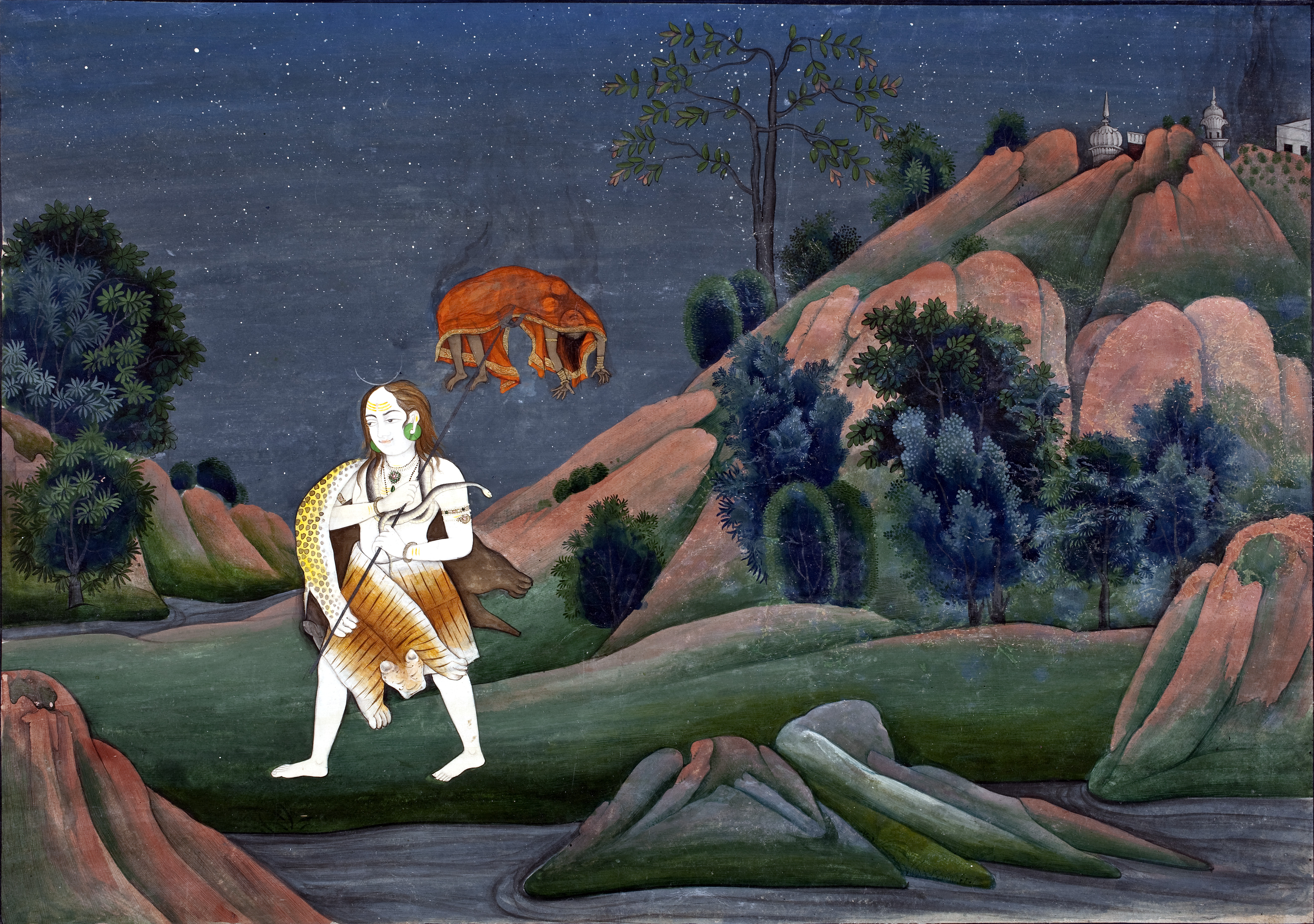
dakszajani

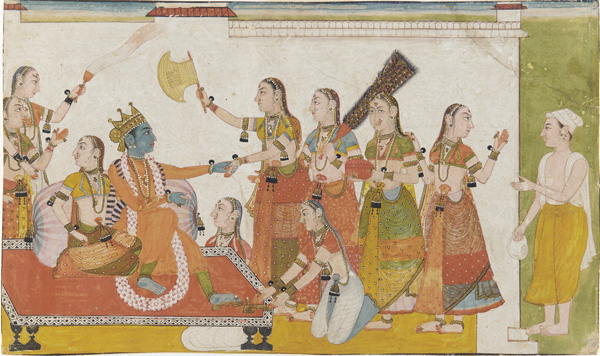
Kryszna wita Sudamę

Malarstwo pahari – styl malarstwa miniaturowego i ilustracje książkowe. Styl ten rozwijał się od XVII do XIX w. jeszcze w niepodległych państwach radżpuckich, położonych na pogórzu Himalajów w Indiach, od Dżammu do Almory. Słowo pahari dosłownie znaczy „górskie”.
Styl pahari jest reprezentowany przez dwie bardzo odmienne szkoły. Pierwsza z nich – styl Basohli – śmiały i wyrazisty, a druga – delikatna i liryczna tradycja malarstwa kangryjskiego. Typowymi dziełami są miniatury – ilustracje do książek przedstawiające boga pasterzy – Krysznę. Najstarsze obrazy z tego stylu sięgają 1690 roku. Kilka obrazów przedstawia to samo, jednak na trochę inny sposób, tematyką jest życie i miłość Kryszny. Twórcy inspirowali się również mitami indyjskimi oraz portretami władców i ich rodzin.

## Główne szkoły malarstwa pahari[3][4]
- Guler
- Kangra
- Basohli
- Chamba